# Pasporta Servo
Pasporta Servo (Pas-service) er en service til rejsende som taler sproget esperanto. 
Det er en fortegnelse over mennesker fra lande på alle kontinenter, som er villige til at have andre esperanto-talende boende gratis i deres hus. 
I 2005 var der 1364 værter i 89 lande, men den geografiske fordeling er noget skæv, for eksempel i 2004, hvor fordelingen var som det fremgår af nedenstående oversigt:
| Land / kontinent | Antal |
| ---------------- | ----- |
| Frankrig         | 119   |
| Tyskland         | 98    |
| Ukraine          | 78    |
| Rusland          | 64    |
| USA              | 52    |
| Nederlandene     | 42    |
| Kina             | 34    |
| Japan            | 29    |
| Iran             | 28    |
| Indien           | 3     |
| Hele Afrika      | 67    |
| Hele Sydamerika  | 78    |

Pasporta Servo bliver udgivet hvert år af TEJO, verdensorganisationen for unge esperanto-talende.